# Рильова
Рильова (пол. Rylowa) — село в Польщі, у гміні Щурова Бжеського повіту Малопольського воєводства.
Населення — 306 осіб (2011).
У 1975-1998 роках село належало до Тарновського воєводства.

## Демографія
Демографічна структура станом на 31 березня 2011 року:
|          | Загалом | Допрацездатний вік | Працездатний вік | Постпрацездатний вік |
| -------- | ------- | ------------------ | ---------------- | -------------------- |
| Чоловіки | 145     | 32                 | 99               | 14                   |
| Жінки    | 161     | 32                 | 95               | 34                   |
| Разом    | 306     | 64                 | 194              | 48                   |